# Ephraim

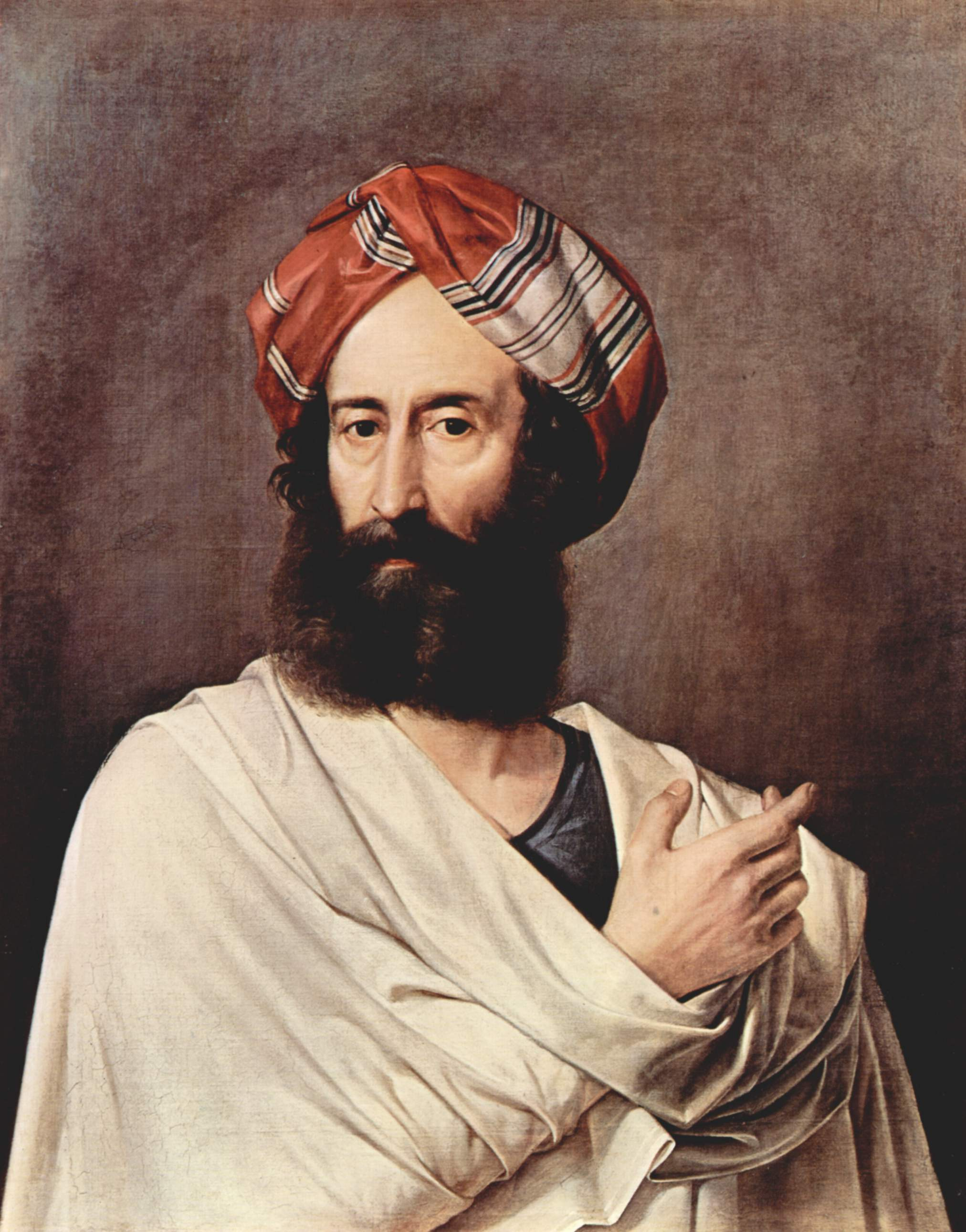
Ephraim (1842–44), Sohn Josefs und Stammvater der Ephraimiten.
Von Francesco Hayez

Ephraim ist ein männlicher Vorname, der auf die Tradition des biblischen Stammes Ephraim zurückgeht.

## Herkunft und Bedeutung
Der Name Ephraim geht auf Ephraim, den jüngeren Sohn des biblischen Stammvaters Josef, zurück.
Die Etymologie des Namens Ephraim, hebräisch אֶפְרַיִם ʾæp̄rajim, ist umstritten.
Für gewöhnlich wird der Name gemäß der Volksetymologie in Gen 41,52  von der Wurzel פרה p̄rh „fruchtbar sein“ mit Dualendung abgeleitet und mit „Doppelfruchtbarkeit“ bzw. „doppelt fruchtbar“ übersetzt. Dabei gilt zu beachten, dass das Wort „doppelt“ bzw. „zweifach“ im Ägyptischen – Josef wählte diesen Namen in Ägypten – auch die höchste Form der Steigerung meinen kann und der Name somit auch „höchste erdenkliche Fruchtbarkeit“ bedeuten. Jedoch lässt sich bei dieser Herleitung das א ʾ am Wortanfang nicht erklären. Diese Erklärung wurde wohl nachträglich in die Namen hineingelegt, um die Schicksalswende Josefs und dessen Dankbarkeit gegenüber Gott zu verdeutlichen.
Eine andere Herleitung führt den Namen auf אפר ʾp̄r „Weideland“ zurück. Übersetzt man die Endung -ajim als Dual, passt die Übersetzung „Doppelweide“ zur volksetymologischen Deutung und zur Fruchtbarkeit des epharimitischen Berglandes. Jedoch gilt dies als unwahrscheinlich, da diese Endung bei Ortsnamen häufig und ohne duale Bedeutung begegnet.
Als am wahrscheinlichsten gilt die Herleitung über אֵפֶר ʾēp̄ær mit der Lokativendung -ajim, wobei die Bedeutung unter Bezug auf das akkadische epēru häufig mit „Gebiet“, „Territorium“ wiedergegeben wird. Jedoch wird אֵפֶר ʾēp̄ær im Alten Testament nie mit dieser Bedeutung, sondern wird mit „Erde“, „Staub“, „Asche“ übersetzt. Möglicherweise liegt dem Namen also אֵפֶר ʾēp̄ær in der Bedeutung „Staub“, „lockere Erde“ mit Lokativendung -ajim zugrunde und bezieht sich auf ein physisches Merkmal des epharimitischen Berglandes.

## Verbreitung
Der Name Ephraim ist heute in erster Linie in Israel verbreitet und dort recht geläufig.
In den USA war der Name im ausgehenden 19. Jahrhundert zwar selten, jedoch relativ geläufig (Rang 403, Stand 1880). Heute wird der Name ausgesprochen selten vergeben. Im Jahr 2021 stand er auf Rang 978 der Vornamenscharts.
Obwohl seit der Reformation verbreitet, wurde der Name in Deutschland nie volkstümlich und ist heute sehr selten. Zwischen 2010 und 2021 wurde der Name nur etwa 100 Mal vergeben.

## Varianten

### Männliche Varianten
- Armenisch: Եփրեմ Yeprem, Jeprem, Eprem
- Bulgarisch: Ефрем Efrem
- Dänisch: Efraim
- Deutsch: Efraim, Ephräm
- Englisch: Ephrem, Ephram
- Französisch: Ephraïm, Éphraïm
- Hebräisch: אֶפְרַיִם ʾæp̄rajim
- Italienisch: Efraim
- Latein: Ephraim, Ephraimus
- Neugriechisch: Εφραιμ Ephraim
- Niederländisch: Efraïm
- Portugiesisch: Efraim
- Russisch: Ефраим Efraim, Jefraim, Ефрем Efrem, Jefrem
- Schwedisch: Efraim
- Serbisch: Јеврем Jevrem
- Spanisch: Efraín, Efrén, Efren
- Türkisch: Efrayim
- Tschechisch: Efraim, Efrajim
- Ungarisch: Efraim

### Weibliche Varianten
- Bulgarisch: Ефрата Efrata
- Dänisch: Efrat
- Deutsch: Ephrat, Ephrath, Efrat, Ephratha, Ephrata, Efrata
- Englisch: Ephrath
- Französisch: Ephrath, Éphrath
- Hebräisch: אֶפְרַָת ʾæp̄rāt, אֶפְרַָתָה ʾæp̄rātāh
- Italienisch: Efrat
- Latein: Ephratha
- Neugriechisch: Εφραθα Ephratha
- Portugiesisch: Efrate, Efrata
- Rumänisch: Efrata
- Russisch: Ефрафе Efrafe, Jefrafe
- Niederländisch: Efrat
- Spanisch: Efrata
- Türkisch: Efrat'la
- Tschechisch: Efratu
- Ungarisch: Efratá

## Namenstag
Der Namenstag von Ephraim wird nach Ephraim dem Syrer am 9. Juni gefeiert.

## Bekannte Namensträger

### Vorname

#### Ephraim
- Ephraim, biblischer Patriarch
- Ephraim von Ainos (fl. 13./14. Jh.), spätbyzantinischer Chronist
- Ephraim Leister Acker (1827–1903), US-amerikanischer Politiker
- Ephraim Adler (1855–1910), deutscher Mediziner und Mitglied der israelitischen Kultusgemeinde zu Lübeck
- Ephraim Amu (1899–1995), ghanaischer Komponist, Folklorist, Musikwissenschaftler und Pädagoge
- Ephraim Bateman (1780–1829), US-amerikanischer Politiker
- Ephraim Beks (* 1989), niederländischer Sänger der Boyband Lexington Bridge
- Ephraim ben Alexander (* 1942), tschechischer Rabbiner und Schriftsteller, siehe Karol Sidon
- Ephraim Broschkowski (* 1972), deutscher Autor und Regisseur
- Ephraim Bueno (1599–1665), sefardischer Arzt und Schriftsteller
- Ephraim Carlebach (1879–1936), deutscher orthodoxer Rabbiner
- Ephraim Chambers (≈1680–1740), englischer Schriftsteller
- Ephraim Chiume (* 1953), malawischer Politiker
- Ephraim Dowek (* 1930), israelischer Diplomat
- Ephraim Downes (1787–1860), US-amerikanischer Uhrmacher und Müller
- Ephraim R. Eckley (1811–1908), US-amerikanischer Politiker
- Ephraim Eitam (* 1952), israelischer Politiker
- Ephraim Evron (1920–1995), israelischer Diplomat
- Ephraim Wilder Farley (1817–1880), US-amerikanischer Politiker, siehe E. Wilder Farley
- Ephraim Feuerlicht (1913–1979), österreichischer kommunistischer Politiker, siehe Franz Marek
- Ephraim Fischbach (* 1942), US-amerikanischer Physiker
- Ephraim Flint (1819–1894), US-amerikanischer Anwalt und Politiker
- Ephraim Hubbard Foster (1794–1854), US-amerikanischer Politiker
- Ephraim Wolfgang Glasewald (1753–1817), deutscher Architekt
- Ephraim Goldberg (* 1929), kanadisch-US-amerikanischer Architekt und Designer, siehe Frank Gehry
- Ephraim Gothe (* 1964), deutscher Politiker (SPD)
- Ephraim Gur (* 1955), georgisch-israelischer Politiker
- Ephraim Hertzano (?–1987), israelischer Spieleerfinder
- Ephraim Joseph Hirschfeld (wohl 1758–1820), deutsch-jüdischer Mystiker
- Ephraim Gottlob Hoffmann (1738–1787), evangelisch-lutherische Pfarrer
- Ephraim P. Holmes (1908–1997), US-amerikanischer Admiral
- Ephraim H. Hyde (1812–1896), US-amerikanischer Politiker
- Ephraim Inoni (* 1947), kamerunischer Politiker
- Ephraim Katz (1932–1992), israelischer Autor, Journalist und Dokumentarfilmer
- Ephraim Katzir (1916–2009), israelischer Naturwissenschaftler und Politiker
- Ephraim Kishon (1924–2005), israelischer Satiriker
- Ephraim Gottlieb Krüger (1756–1834), deutscher Kupferstecher
- Ephraim Moses Kuh (1731–1790), deutsch-jüdischer Dichter und Kaufmann
- Ephraim Moses Lilien (1874–1925), jüdischer Künstler
- Ephraim Lipson (1888–1960), britischer Wirtschaftshistoriker
- Ephraim Longworth (1887–1968), englischer Fußballspieler
- Ephraim Meyer (1779–1849), deutscher Geldwechsler und Bankier
- Ephraim Mirvis (* 1956), orthodoxer Rabbiner
- Ephraim F. Morgan (1869–1950), US-amerikanischer Politiker
- Ephraim Nimni (* 1949), Sozialwissenschaftler
- Ephraim Cups Nkanuka (1931–2012), südafrikanischer Jazzmusiker (Tenorsaxophon, auch Piano, Komposition), siehe Cups Nkanuka
- Ephraim Silas Obot (1936–2009), römisch-katholischer Bischof von Idah
- Ephraim Oloff (1685–1735), deutscher lutherischer Pfarrer, Bibliograph und Hymnologe
- Ephraim Paine (1730–1785), US-amerikanischer Arzt, Richter und Politiker
- Ephraim Moses Pinner (1800 oder 1803 – 1880), Talmudgelehrter und Archäologe
- Ephraim Praetorius (1657–1723), lutherischer Prediger und Historiker
- Ephraim Randrianovona (fl. 1945–1983), madagassischer anglikanischer Bischof
- Ephraim Rosenstein (* 1940), deutscher Lyriker, Herausgeber und Filmemacher
- Ephraim Fischel Rotenstreich (1882–1938), polnischer zionistischer Politiker
- Ephraim Schröger (1727–1783), deutscher Architekt
- Ephraim K. Smart (1813–1872), US-amerikanischer Politiker
- Ephraim Matsilela Sono (* 1955), südafrikanischer Fußballspieler und -trainer, siehe Jomo Sono
- Ephraim Avigdor Speiser (1902–1965), US-amerikanischer Assyriologe polnischer Herkunft
- Ephraim George Squier (1821–1888), US-amerikanischer Archäologe
- Ephraim Oskar Taube (1829–1888), deutscher Reichsgerichtsrat
- Ephraim Ulmann (1770–1830), Kaufmann und Bankier
- Ephraim Salomon Unger (1789–1870), deutscher Mathematiker
- Ephraim Urbach (1912–1991), israelischer Judaist
- Ephraim King Wilson (Politiker, 1771) (1771–1834), US-amerikanischer Rechtsanwalt und Politiker
- Ephraim King Wilson (Politiker, 1821) (1821–1891), US-amerikanischer Politiker und Offizier der Konföderierten im Sezessionskrieg
- Ephraim Winiki, Pseudonym von John Russell Fearn (1908–1960), britischer Autor von Science-Fiction, Krimis und Western
- Ephraim Milton Woomer (1844–1897), US-amerikanischer Politiker

— als weiterer Vorname:
- Adolf Ephraim Fischhof (1816–1893), österreichischer Arzt und liberaler Politiker, siehe Adolf Fischhof
- Arnold Ephraim Ross (1906–2002), US-amerikanischer Mathematiker und Mathematikpädagoge, siehe Arnold Ross
- August Ephraim Kramer (1817–1885), deutscher Erfinder, siehe August Kramer
- Bernard Ephraim Julius Pagel (1930–2007), britischer Astronom, siehe Bernard Pagel
- Christian Tobias Ephraim Reinhard (1719–1792), deutscher Arzt
- Francis Ephraim Cohen (1788–1861), britischer Historiker, siehe Francis Palgrave
- Frank E. Grubbs (1913–2000), US-amerikanischer Statistiker
- Friedrich Ephraim Kantor-Berg (1908–1979), österreichischer Schriftsteller und Journalist, siehe Friedrich Torberg
- Gérard Ephraim Croissant (* 1949), Gründer der Gemeinschaft der Seligpreisungen
- Gotthold Ephraim Lessing (1729–1781), deutscher Dichter
- Gotthold Ephraim Lessing der Jüngere (1861–1919), deutscher Gutsbesitzer und Mitglied des Deutschen Reichstags, siehe Gotthold Lessing
- Gotthold Ephraim Lessing (Dirigent) (1903–1975), deutscher Dirigent
- Gottlieb Ephraim Berner (1671–1741), deutscher Mediziner
- Heinrich Ephraim Ulmann (1841–1931), deutscher Historiker, siehe Heinrich Ulmann
- Jacob Ephraim Polzin (1778–1851), deutscher Architekt des Klassizismus
- James Ephraim Lovelock (1919–2022), britischer Wissenschaftler, siehe James Lovelock
- Johann August Ephraim Goeze (1731–1793), deutscher Zoologe
- Johann Ephraim Christian Ernst von Irwing (1737–1806), preußischer Generalmajor
- Johann Ephraim Scheibel (1736–1809), deutscher Mathematiker, Physiker und Astronom
- Joseph ben Ephraim Karo (1488–1575), Rabbiner und Kabbalist, siehe Josef Karo
- Joseph Ephraim Casely Hayford (1866–1930), ghanaischer Politiker
- Louis Ephraim Meyer (1821–1894), Bankier
- Lutfo Ephraim Dlamini (* 1960), eswatinischer Politiker, siehe Lutfo Dlamini
- Nicolaus Ephraim Bach (1690–1760), deutscher Organist aus der Familie Bach
- Rolando Ephraim McLean (* 1970), jamaikanischer Reggaesänger, siehe Yami Bolo
- Salomon Ephraim Blogg (um 1780–1858), deutscher jüdischer Grammatiker, Liturgist, Lehrer, Autor und Herausgeber
- Samuel Ephraim Jordan (1738 oder 1739–1788), deutscher Jurist und Amtmann
- Samuel Ephraim Meyer (1819–1882), deutscher Rabbiner
- Shlomo Ephraim Luntschitz (1550–1619), jüdischer Gelehrter, Rabbiner und Kommentator der Tora
- Wilhelm Ephraim Lewy (1876–1949), deutscher Rabbiner, siehe Wilhelm Lewy
- William Ephraim Smith (1829–1890), US-amerikanischer Politiker
- Wolf Ephraim Seligmann (1800–1856), deutscher Jurist, siehe Wilhelm Eduard Wilda

#### Efraim
- Efraim ben Isaak (≈1110–≈1175), deutscher Schriftgelehrter und Poet
- Efraim ben Jakob (1132 oder 1133 – 1200 oder 1221), Rabbiner, Chronist, Talmudist und liturgischer Dichter
- Efraim Benmelech (fl. 1990–2014), israelischer Offizier und Ökonom
- Efraim Frisch (1873–1942), deutscher Schriftsteller
- Efraim Halevy (* 1934), früherer Direktor des Mossad
- Efraim Harju (1889–1977), finnischer Mittel- und Langstreckenläufer
- Efraim Kamberow (* 1957), bulgarischer Ringer und Europameister
- Efraim Karsh (auch Ephraim Karsh; * 1953), israelischer Historiker
- Efraim Liljequist (1865–1941), schwedischer Philosoph
- Efraim Racker (1913–1991), US-amerikanischer Biochemiker
- Efraim Reuytenberg (1914–2005), israelischer Maler
- Efraim Sewela (1928–2010), sowjetischer bzw. russischer Schriftsteller, Drehbuchautor, Regisseur und Filmproduzent
- Efraim Shamir (fl. 1970er), israelischer Gitarrist und Sänger bei der Band Kaveret
- Efraim Markowitsch Skljanski (1892–1925), russischer Politiker
- Efraim Sneh (* 1944), israelischer Politiker
- Efraim Trujillo (* 1969), US-amerikanischer Jazzmusiker (Saxophon, Komposition)
- Efraim Yehoud-Desel (* 1952), Rabbiner, Chasan, Religionslehrer und Autor
- Efraim Zuroff (* 1948), US-amerikanisch-israelischer Historiker

- Erik Adolf Efraim Abrahamsson (1898–1965), schwedischer Weitspringer und Eishockeyspieler, siehe Erik Abrahamsson
- Ernst Robert Efraim Fast (1881–1959), schwedischer Leichtathlet und Medaillengewinner bei Olympischen Spielen, siehe Ernst Fast
- Frank Efraim Martinus, Pseudonym von Frank Martinus Arion (1936–2015), niederländischer Schriftsteller, Dichter und Sprachwissenschaftler
- Kelly Efraim Johannes Berthelsen (* 1967), grönländischer Politiker (Inuit Ataqatigiit), Schriftsteller, Dichter und Übersetzer, siehe Kelly Berthelsen
- Tor Julius Efraim Andræ (1885–1947), schwedischer Religionshistoriker und lutherischer Bischof von Linköping, siehe Tor Andræ

#### Efraím/Ephraïm/Éphraïm
- Efraím Basílio Krevey (1928–2012), brasilianischer Ordensgeistlicher und Theologe sowie Bischof der Eparchie São João Batista em Curitiba
- Éphraïm Mikhaël (1866–1890), französischer Dichter des Symbolismus

#### Efrem/Ephrem
- Efrem von Nea Makri (1384–1426), Märtyrer und Wundertäter
- Ephrem I. (fl. 1030–um 1065), russisch-orthodoxer Bischof
- Iwannis Ephrem Bilgic (1891–1984), Metropolit der Syrisch-Orthodoxen Kirche
- Efrem Cattelan (1931–2014), Schweizer Berufsoffizier
- Efrem Forni (1889–1976), italienischer Kardinal
- Marie Ephrem Garrelon (1827–1873), französischer katholischer Titularbischof und Apostolischer Vikar
- Efrem Gidey (* 2000), irischer Leichtathlet (Langstreckenlauf)
- Efrem Kurtz (1900–1995), russischer Dirigent
- Ephrem M’Bom (1954–2020), kamerunischer Fußballspieler
- Ephrem Mekonnen (* 2001), äthiopischer Sprinter
- Ephrem van der Meulen (1801–1884), deutscher Priester, Schulleiter, Zisterzienser, Abt der Zisterzienserabtei Œlenberg
- Ephrem Yousif Abba Mansoor (* 1951), syrisch-katholischer Geistlicher und Erzbischof von Bagdad, siehe Yousif Abba
- Ephrem Nariculam (* 1960), indischer Geistlicher, Bischof von Chanda
- Ephrem Ndjoni (* 1973), gabunischer römisch-katholischer Geistlicher und Bischof
- Efrem Podgaits (* 1949), russischer Komponist, siehe Jefrem Iossifowitsch Podgaiz
- Efrem Zimbalist (1889–1985), US-amerikanischer Komponist
- Efrem Zimbalist, Jr. (1918–2014), US-amerikanischer Schauspieler
- Frederic Efrem Rich (1898–1956), US-amerikanischer Pianist, Komponist und Bigband-Leader im Bereich des Swing und der Populären Musik, siehe Freddie Rich

#### Efren
- Efren Eugene Benita (* 1951), estnischer Popsänger, siehe Dave Benton
- Efren Esmilla (* 1962), philippinisch-US-amerikanischer römisch-katholischer Geistlicher und Weihbischof
- Efren Ramirez (* 1973), US-amerikanischer Schauspieler, Filmproduzent und Komponist
- Efrén Ramos Salazar (1939–2005), mexikanischer römisch-katholischer Bischof von Chilpancingo-Chilapa
- Efren Reyes (* 1954), philippinischer Poolbillardspieler
- Efren Torres (1943–2010), mexikanischer Boxer im Fliegengewicht

- Alvaro Efrén Rincón Rojas (* 1933), kolumbianischer Ordensgeistlicher, Apostolischer Vikar
- Carlos Efrén Reyes Rosado (* 1991), puerto-ricanischer Reggaeton-Musiker, siehe Farruko

#### Weitere Varianten
- Ephräm der Syrer (≈306–373), syrischer Heiliger, Schriftsteller und Kirchenlehrer
- Ignatius Ephräm I. Barsum (1887–1957), Patriarch von Antiochien der Syrisch-Orthodoxen Kirche und gelehrter Schriftsteller
- Ephram Edward Benguiat (* 1927), US-amerikanischer Kalligraph, Grafikdesigner und Schriftgestalter, siehe Ed Benguiat
- Jefrem Alexejewitsch Eschba (1893–1939), abchasisch-sowjetischer Kommunist
- Cory Ephram Joseph (* 1991), kanadischer Basketballspieler, siehe Cory Joseph
- Ignatius Ephräm II. Karim (* 1965), Patriarch von Antiochien und dem ganzen Orient der Syrisch-Orthodoxen Kirche
- Yeprem Khan (1868–1912), armenischer Revolutionsführer und iranischer Nationalheld

#### Fiktive Namensträger
- Efraim Langstrumpf, Vater von Pippi Langstrumpf im gleichnamigen Kinderbuch von Astrid Lindgren
- Pastor Ephraim Magnus, Drama von Hans Henny Jahnn (1919)
- Der Hut des Krämers Ephraim, Märchensammlung von Alexander Kostinskij (1998)
- Ephram Brown, Fernsehserie Everwood (2002–2006)
- Ephraim, Videospiel Fire Emblem: The Sacred Stones (2004)
- Ephraïm, Spielfilm Ephraim und das Lamm (2015)

### Familienname
- Benjamin Veitel Ephraim (1742–1811), deutscher Kaufmann und Diplomat
- Davis Efraim (* 1976), indonesischer Badmintonspieler
- Denise Ephraim (* 1971), nauruische Leichtathletin
- Edem Ephraim (1959–1996), Musiker bei der Band London Boys
- Fritz Ephraim (1876–1935), deutscher Chemiker
- Hilde Ephraim (1905–1940), deutsche Widerstandskämpferin
- Hogan Ephraim (* 1988), englischer Fußballspieler
- Käthe Ephraim Marcus (1892–1970), deutsch-israelische Malerin und Bildhauerin
- Martin Ephraim (1860–1944), deutscher Unternehmer und Mäzen
- Max Ephraim (1898–1942), deutscher Geistlicher und Rabbiner
- Molly Ephraim (* 1986), US-amerikanische Schauspielerin
- Veitel Heine Ephraim (1703–1775), deutscher Bankier